# Axel af Sillén
Axel Josef af Sillén, född den 10 december 1887 i Strängnäs, död den 4 november 1967 i Uppsala, var en svensk akademitjänsteman. Han var son till Julius af Sillén.
af Sillén blev elev vid Alnarps lantbruksinstitut 1909 och avlade agronomexamen där 1911. Han var inspektor vid Hällevadsholm i Svarteborgs socken 1911–1912, ägde Eknäs i Ytterselö socken 1913–1916 och förvaltade Nederäng i Vidbo socken 1916–1917. af Sillén var biträde åt akademifogden 1917–1925, assistent vid Uppsala universitets egendomsförvaltning 1925–1945 och akademifogde där 1946–1952 (tillförordnad 1945). Han blev riddare av Vasaorden 1951. af Sillén vilar på Gamla kyrkogården i Strängnäs.